# 消光

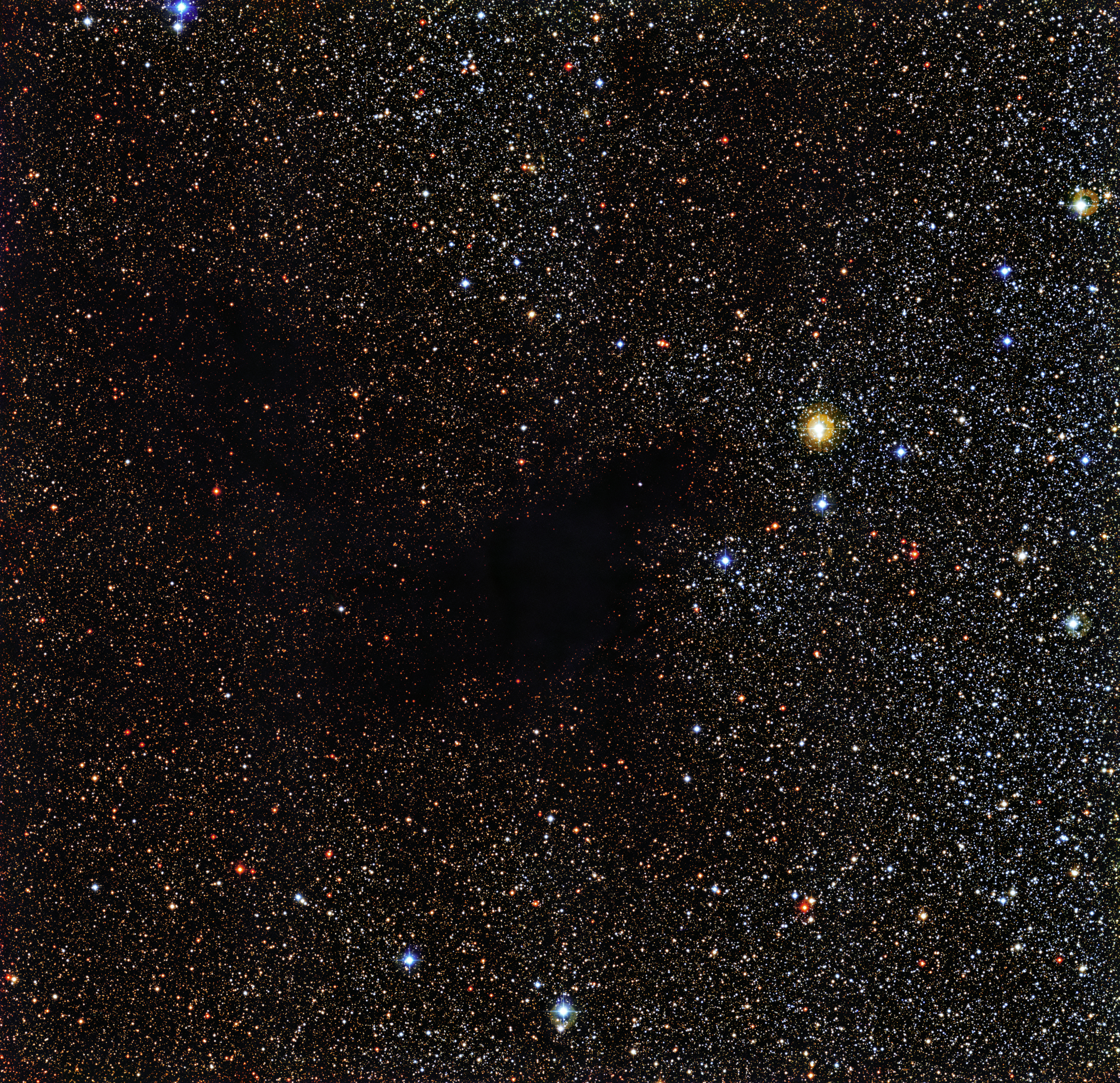
可見光消光的一個極端例子，是由暗星雲引起的。

消光（英語：Extinction）是天文學中观测者用來描述被觀測的天體發射的电磁辐射被路途中的物質（气体和塵埃）吸收和散射的过程。星際消光在1930年首次被莊普勒記錄下來。然而，其影響在1847年就被瓦西里·雅可夫列維奇·斯特魯維注意到；它對恒星顏色的影響已經被一些人觀測到，但尚未與普遍存在的星系塵埃連繫在一起。對於位在银河系盤面附近，並且距離地球數千秒差距以內的恆星，在可見光的波段（測光系統）的消光大約是每千秒差距1.88星等。
對地面的觀測者而言，消光來自於星际物质和地球大气层，它也可能來自於被觀測天體周圍的星周塵。大氣層的消光在一些波段（X射线、紫外线和红外线）上非常強烈，必須進入太空才能觀測。在可見光的波段上，由于较短的波长被吸收散射更加严重，藍色遠比红色被稀釋的強烈，結果是天體會比預期的偏紅，星際消光也會使天體紅化 （不要與紅移混淆）。

## 星際紅化
在天文學，星際紅化是一種與星際消光相關的現象，是說其中來自輻射源的電磁輻射光譜，改變了該物體最初發射的特徵。紅化是由於光被星際介質中的塵和其他物質散射而發生的。星際紅化與紅移是一種不同的現象，紅移是光譜沒有失真的同比例頻率偏移。紅化優先從輻射光譜中去除較短波長光子，同時留下較長波長的光子（在光學中是較紅色的光），而保持譜線不變。
在大多數測光系統中的濾光片（通帶），需要考慮緯度和濕度等地面因素之間的影響，從而可以看出光的大小讀數。星際紅化等同於"色餘"，定義為物體觀察到的顏色指數與其內在顏色指數（有時稱為其正常顏色指數）之間的差異；後者是它不受消光影響時所具有的理論值。在第一個系統中，20世紀50年代設計的UBV測光系統及其最密切相關的繼任者，物體的色餘{\displaystyle E_{B-V}}與物體的B−V顏色（校準的藍色減去校準可見色）相關：
對於A0型主序星（這些恆星在主序帶中具有中位波長和熱量），色指數根據這種恆星的內在讀數校準為0（精準地在±0.02，取決於哪個光譜點，即縮減色名稱內的通帶精確是有問題的，參見色指數）。然後通過減法，比較至少兩個和最多五個測量的通帶大小：U、B、V、I或R，在此期間計算並扣除消光產生的色餘。四個子指數的名稱（R減去I等）和重新校準幅度的減法順序在此序列中從右到左。

## 一般特徵

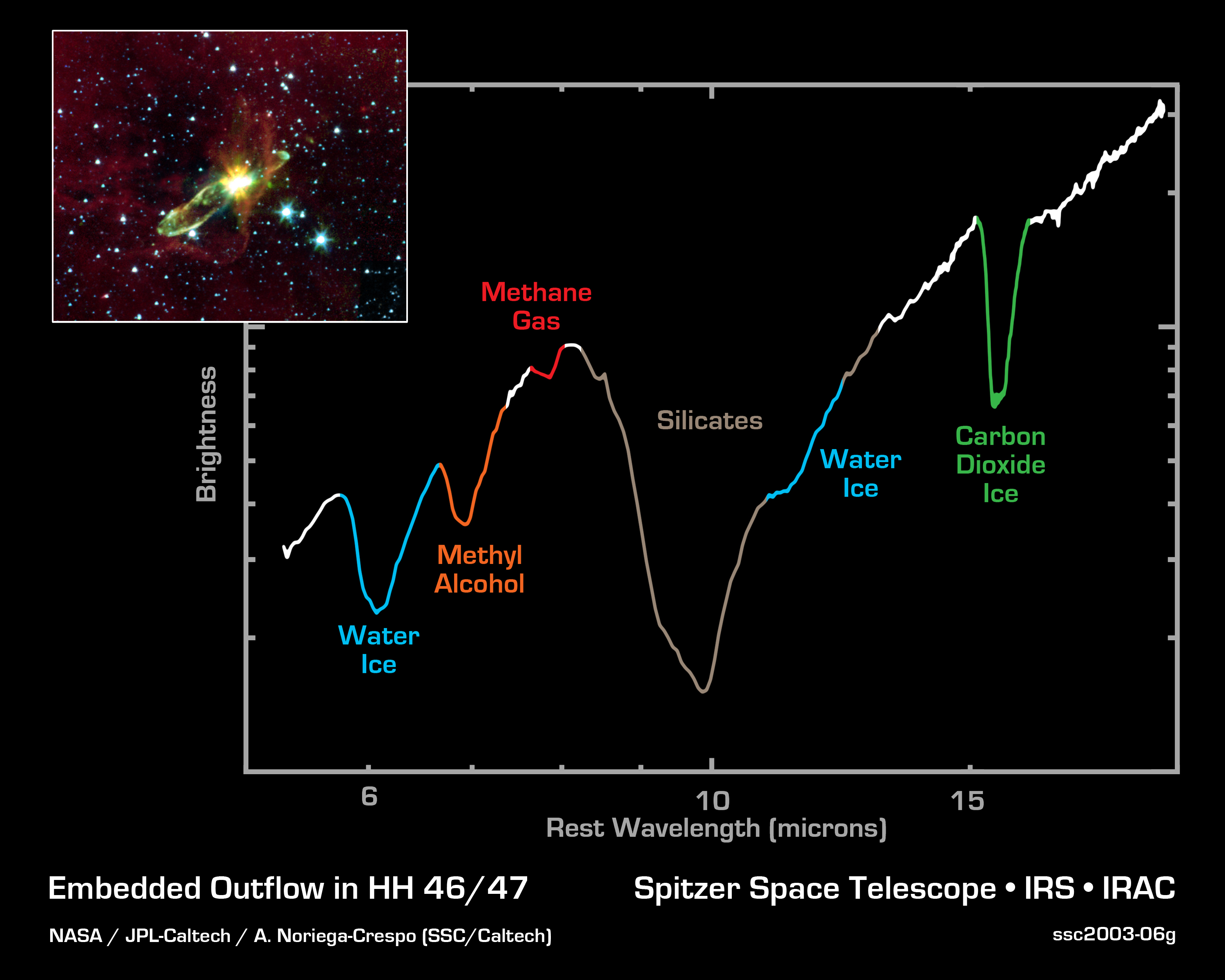
赫比格暈天體 HH 46/47 的紅外光譜，該天體被暗星雲覆蓋。 矽酸鹽的深吸收帶在 10 μm 左右可見。 資料來源：NASA / JPL-Catelch / A. Noriega-Crespo

就廣義來說，星際消光對波長的影響是越短的波長消光越嚴重。一般用R(V)描述消光的大小，參數R(V)等於A(V)/E(B-V)和A(V)，而E(B-V)为B波段和V波段的色余，其值为观测色指数减去内禀色指数。
{\displaystyle E_{B-V}=(B-V)_{\text{Observed}}-(B-V)_{\text{Intrinsic}}}
在我們的銀河系，從紫外線到近紅外線（0.125至3.5微米）的消光特征在參數R(V)的描繪下已經非常准確。
```
R(V) 与平均尘埃尺寸有很大关系，不同的星系不同，對我們的銀河系，R（V）的典型數字是3.1。
[
8
]
```

總消光，A（V），和氫的總量（每一平方公分截面的氣柱）之間的關係，給出了氣體和塵埃與消光的關係。從紅化的恆星紫外光譜和銀暈對X射線散射的研究，得到的關係如下：
{\displaystyle {\frac {N_{H}}{A(V)}}\approx 1.8\times 10^{21}~{\text{atoms}}~{\text{cm}}^{-2}~{\text{mag}}^{-1}}
並已經被證實。

## 監測天體來測量消光
要測量一顆恆星的消光曲線，必須將他的光譜與一顆光譜類似且不受消光影響（沒有紅化）的恆星做比較。
也可以使用理論的光譜來取代真實觀測的比較光譜，但這是不常用的。在發射星雲的情況中，通常是比較不受星雲的溫度和密度影響的兩條發射譜線受到影響的比率。例如，H-α對H-β的發射比率，在大多數條件範圍內的星雲總是在2.85的數值上，因此比率不在2.85的幾乎一定是受到消光的影響，消光的量也就可以被計算出來了。

## 2175 Å的特征
在銀河系內許多被觀測的消光曲線都有一個突出的特點，在大約2175Å有较宽的突出，正好在電磁波頻譜的紫外線波段內。這個特徵在1960年代首度被觀測到，但是它的來源始終未被好好的瞭解，有好幾個模型提出這種爆沸來自於石墨的顆粒和PAH（多环芳香烃）分子的混合物。研究星際塵埃粒子（IDP）插入的星際間顆粒的觀測，辨識存在於顆粒中載體的特徵，提出是有機碳和無定型的硅酸鹽。

## 其他星系的消光曲線

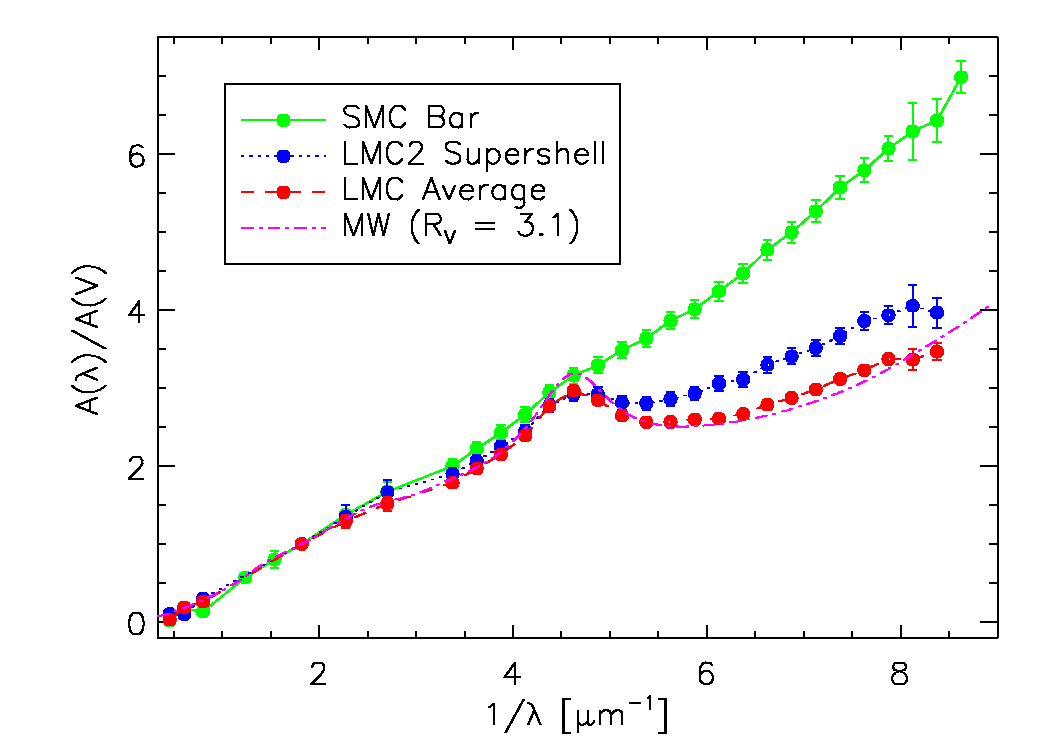
圖中顯示的是銀河系（MW）、大麥哲倫星系（LMC2、LMC）、和小麥哲倫的平均消光曲線。區線的繪製對比於波長的倒數以強調紫外線的部分。

標準消光曲線的形式取決於ISM的構成，會隨著星系的不同而改變。在本星系群，測量得最好的曲線是銀河系、小麥哲倫星系（SMC）和大麥哲倫星系（LMC）。在LMC，在紫外線區的消光曲線有意味深長的特徵變化與微弱的2175 Å的爆沸，和在LMC2超級殼層（接近劍魚座30的星爆區域）有比在別處看見的LMC氦銀河系更強的紫外消光。

## 大氣消光
大氣消光的點隨高度角而變化。天文觀測場所一般都能非常精準的描繪當地的消光曲線，使觀測能做有效的改正。不過，大氣對許多波長是完全不透明的，這就必須利用人造衛星來進行觀測。
大氣消光有三種主要的成分：氣體分子的瑞利散射、懸浮微粒的散射和分子的吸收。分子吸收通常被稱為大氣吸收，是由地球自身造成的。最主要的大氣吸收源就是氧分子和臭氧，在近紫外線造成強烈的吸收；還有水在紅外線的強烈吸收。
相當數量的大氣消光與物體的高度有關，在天頂的量最小，而在接近地平的量最大。它是以標準的大氣消光曲線與觀測期間平均氣團的乘積來計算的。

## 一般參考文章
1. Binney, J. and Merrifield, M., 1998, Galactic Astronomy, Princeton University Press
2. Howarth I.D. (1983), LMC and galactic extinction, Royal Astronomical Society, Monthly Notices, vol. 203, Apr. 1983, p. 301-304.
3. King D.L. (1985), Atmospheric Extinction at the Roque de los Muchachos Observatory, La Palma, RGO/La Palma technical note 31
4. Rouleau F., Henning T., Stognienko R. (1997), Constraints on the properties of the 2175Å interstellar feature carrier, Astronomy and Astrophysics, v.322, p.633-645